# National Gallery
National Gallery er et berømt kunstmuseum i London. Det ligger ved Trafalgar Square. Museet huser over 2.300 kendte malerier fra midten af det 14. århundrede til 1900. Museet blev grundlagt i 1824. Kunstsamlingen tilhører offentligheden og adgang til hovedsamlingerne er gratis.

## Galleri i udvalg
- Paolo Uccello: Slaget ved San Romano (c.1438-1440)
- Piero della Francesca: Jesu dåb (c.1448-1450)
- Jan van Eyck: Arnolfinis bryllup (1434)
- Giovanni Bellini: Portræt af Doge Leonardo Loredan (1501)
- Sandro Botticelli: Venus og Mars (c.1483)
- Leonardo da Vinci: Madonna i grotten (c.1483-1486)
- Leonardo da Vinci: Burlingtonskitsen
- Michelangelo: La Deposizione di Cristo
- Michelangelo: Manchester Madonna (c.1497)
- Eugène Delacroix: Ovid iblandt skyterne
- Rafael: Portræt af pave Julius II (1511-1512)
- Rafael: Crocifissione Gavari (1502-1503)
- Rafael: Madonna med nellike (c.1506-1507)
- Rafael: Aldobrandini Madonna (1510)
- Tiziano: Diana og Aktaion (1556-1559)
- Tiziano: Bacchus og Ariadne (1520-1523)
- Titian: Aktaions død (c.1559-1575)
- Titian: Portrait of the Vendramin Family (c.1543-1547)
- Hans Holbein den yngre: Ambassadørerne (1533)
- Agnolo Bronzino: Allegori over en triumferende Venus (c.1545)
- Caravaggio: Dreng bidt af en øgle (1594-1596)
- Caravaggio:Måltidet i Emmaus (c.1601)
- Caravaggio: Salome med Johannes Døberens hoved (c.1607)
- Peter Paul Rubens: Paris' dom (c.1638-1639)
- Diego Velázquez: Venus ved spejlet (1647-1651)
- Anton van Dyck: Portræt af Karl I til hest
- Rembrandt: Belsazars gæstebud (1635)
- Salvator Rosa: Selvportræt (c.1645)
- Johannes Vermeer: Kvinde ved virginal (c.1670-1672)
- William Hogarth: Marriage à-la-Mode (c.1743)
- Thomas Gainsborough: Mr and Mrs Andrews (1748-1750)
- George Stubbs: Whistlejacket (1762)
- Joseph Wright of Derby: Et eksperiment med en fugl i luftpumpen (1768)
- J.M.W. Turner: Rain, Steam and Speed (1844)
- J.M.W. Turner: The Fighting Temeraire (1839)
- John Constable: The Hay Wain (1821)
- Paul Cézanne: Les Grandes Beigneuses (c.1906)
- Claude Monet: Themsen nedenfor Westminster (1871)
- Pierre-Auguste Renoir: Paraplyerne (1883)
- Georges Seurat: Badende ved Asnières (1884)
- Vincent van Gogh: Solsikker (1888)